# Jeroo Billimoria
Jeroo Billimoria (Mumbai, 20 luglio 1965) è un'imprenditrice indiana.
Imprenditrice sociale e fondatrice di molte ONG internazionali. Il suo nome è apparso in articoli pubblicati da Business Week, l'Economist e in numerosi altri libri. Attualmente ricopre la carica di amministratore delegato di Child and Youth Finance International, organizzazione da lei fondata.

## Biografia
Jeroo Billimoria nasce a Mumbai, in India, in una famiglia il cui padre era contabile e la madre lavorava come assistente sociale. L'ambiente famigliare in cui cresce, intriso di impegno sociale e di dedizione verso il prossimo, le fa maturare una peculiare attitudine e attenzione verso le cause umanitarie. La prematura scomparsa del padre poi rinvigorisce questo suo impegno verso il sociale. Nel 1986 consegue una laurea in Economia e Commercio all'Università di Mumbai e nel 1988 ottiene un master in Assistenza sociale dal Tata Institute of Social Sciences in India. Nel 1992 poi, consegue un altro master in Amministrazione no-profit dalla New School for Social Research University a New York. Dal 1991 al 1999 ha insegnato al Tata Institute of Social Sciences.

## Imprenditoria sociale
Nel 1996, in seguito alla sua esperienza lavorativa con bambini di strada in India, crea Childline India Foundation, un servizio telefonico d'emergenza per bambini, attivo 24 ore al giorno. Per ulteriormente diffondere il successo di questa iniziativa, fonda anche Child Helpline International, un network internazionale di servizi telefonici d'emergenza dedicato specificatamente ai bambini. Finora questo network ha realizzato più di 140 milioni di chiamate e raggiunto 133 paesi.
Dall'analisi dei dati raccolti attraverso queste chiamate, è risultato evidente che molte delle richieste di soccorso erano una conseguenza diretta della condizione di povertà in cui questi bambini versavano. Per far fronte a questa piaga sociale, Billimoria crea Aflatoun, un'organizzazione senza scopo di lucro finalizzata all'apprendimento da parte dei bambini delle loro responsabilità e diritti economici, nonché alla promozione delle fondamentali competenze e capacità di gestione finanziaria. Finora quest'organizzazione ha raggiunto 94 paesi coinvolgendo oltre 1.300.000 bambini.
Nel luglio del 2011, fonda Child and Youth Finance International, un network mondiale di stati e di istituzioni finanziarie ed educative la cui missione è di accrescere le capacità finanziarie e l'inclusione finanziaria di bambini e ragazzi attraverso la collaborazione e la condivisione di risorse.

## Riconoscimenti e premi
Billimoria è una relatrice stimata a livello mondiale e una fervida sostenitrice del potenziamento economico di bambini e ragazzi minorenni al punto che il suo lavoro umanitario e votato alle cause sociali ha già migliorato la vita di milioni di bambini nel mondo. È intervenuta inoltre come relatrice al Forum Economico Mondiale, al forum mondiale di Skoll per l'imprenditoria sociale e in numerose altre multinazionali e università internazionali. Tra gli altri riconoscimenti ottenuti ricordiamo:
- CYFI è stata inserita nell'elenco delle migliori 100 ONG nella classifica pubblicata da Global Journal e citata come «...la più promettente nuova ONG» (2013)[13]
- Aflatoun è stata nominata tra le migliori 100 ONG nella classifica pubblicata da Global Journal[14]
- Ashoka: innovators for the Public è stata insignita della membership per gli innovatori per il settore pubblico[15]
- La membership Schwab per imprenditori sociali[16]
- Eminente imprenditrice sociale del 2012[17]
- Il premio Skoll per l'imprenditoria sociale[18]
- Uno dei Phoenix 50 per il suo lavoro con Aflatoun[19]
- Il premio erogato dall'Unione delle Banche Arabe per il suo lavoro con CYFI[20]

## Organizzazioni fondate
- Telephone Helplines Association
- Credibility Alliance[21]
- Melijol[22]
- Childline India Foundation
- Child Helpline International
- Aflatoun, Child Savings International
- Child and Youth Finance International[23]

## Pubblicazioni
- Children & Change and Partners for Change (2009)
- Twinkle Star (Std. I to Std. IV) .
- Explorer Series (Std. V to Std. IV)
- CHILDLINE Across India series:
  - Listening to children: An overview to CHILDLINE
  - Laying the Foundation: Getting Started and Taking Off
  - CHILDLINE at my finger tips: A resource book
  - Spreading the word: CHILDLINE awareness strategies
  - Recording children's concerns: Documenting CHILDLINE
- The National Initiative for Child Protection
- Voices from the streets: Life stories of children who have called CHILDLINE